# Trébas
Trébas (okzitanisch Trebàs) ist eine französische Gemeinde mit 404 Einwohnern (Stand: 1. Januar 2022) im Département Tarn in der Region Okzitanien (vor 2016 Midi-Pyrénées). Sie gehört zum Arrondissement Albi und zum Kanton Carmaux-1 Le Ségala. 

## Geografie
Trébas liegt etwa 29 Kilometer ostnordöstlich von Albi. Der Tarn bildet die südliche und südöstliche Gemeindegrenze. Umgeben wird Trébas von den Nachbargemeinden Cadix im Norden und Westen, Fraissines im Osten und Nordosten, La Bastide-Solages im Osten sowie Curvalle im Süden.

## Bevölkerungsentwicklung
| 1962                       | 1968 | 1975 | 1982 | 1990 | 1999 | 2006 | 2018 |
| -------------------------- | ---- | ---- | ---- | ---- | ---- | ---- | ---- |
| 322                        | 304  | 289  | 326  | 311  | 347  | 378  | 410  |
| Quellen: Cassini und INSEE |      |      |      |      |      |      |      |

## Sehenswürdigkeiten

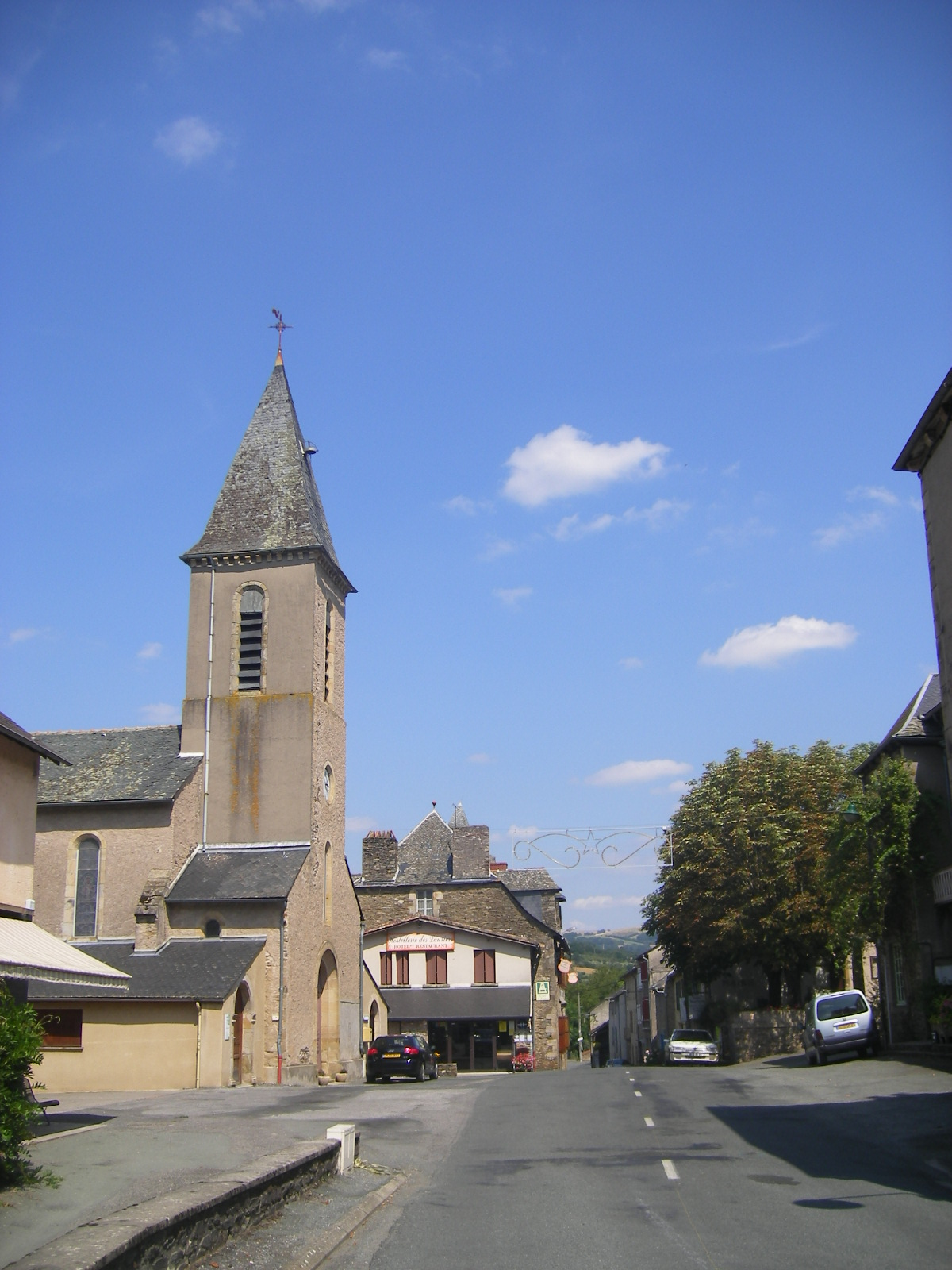
Kirche Saint-Blaise

- Kirche Saint-Blaise